# Crotalaria mandrarensis
Crotalaria mandrarensis är en ärtväxtart som beskrevs av René Viguier. Crotalaria mandrarensis ingår i släktet sunnhampor, och familjen ärtväxter. Inga underarter finns listade i Catalogue of Life.